# 慈佑寺
慈佑寺是位于中国北京市海淀区挂甲屯的一座藏传佛教寺院，现已无存。

## 历史
释妙舟《蒙藏佛教史》载，“慈佑寺。在西苑挂甲屯，系古刹。计三进，第二进圮为平地，前后二进亦破坏殆尽。寺内额定喇嘛十二名，住于寺之东墙外东房三间、南房二间之内。”1940年代，该寺仍为喇嘛庙，进行佛事活动。